# Lužnice (rivière)
Pour les articles homonymes, voir Lužnice.
La Lužnice (en tchèque) ou Lainsitz (en allemand) est un cours d'eau et une rivière de l'Autriche et de la République tchèque et un affluent de la Vltava, donc un sous-affluent du fleuve l'Elbe. 

## Géographie
Long de 204 km[réf. nécessaire], il prend source en Autriche et entre en République tchèque à 4 km de là.
La Lainsitz s'écoule jusqu'à la Vltava qu'elle rejoint à Týn nad Vltavou (environ 50 km au nord de České Budějovice). 

### Bassin versant
Son bassin s'étend sur 4 226 km2[réf. nécessaire].

## Hydrologie
Son module est de 24,3 m3/s[réf. nécessaire].

## Aménagements et écologie

### Mention écrite
Cette rivière est mentionnée pour la première fois en 1179.